# 田中淑恵
田中 淑惠（たなか よしえ）は、日本の声楽家。メゾソプラノ。現在、国立音楽大学教授。
横浜市出身。フェリス女学院高等学校、国立音楽大学声楽科を卒業、東京芸術大学大学院オペラ専攻終了。ウィーン国立音楽大学を首席卒業。オーストリア政府より功労賞を受賞。
1980年のミュンヘン国際音楽コンクールの声楽部門1位。国際フーゴ・ヴォルフ歌曲コンクール第1位。